# Salvare la faccia (film 2004)
Salvare la faccia (Saving Face) è una commedia romantica del 2004 diretta da Alice Wu.
Il film affronta tematiche come orientamento sessuale e gravidanza prima del matrimonio.
Il nome stesso è un riferimento al concetto sociale asiatico di "salvare la faccia".

## Trama
Wilhelmina "Wil", è una giovane chirurgo cino-americana che vive a New York. 
Viene costretta, da sua madre Gao, a partecipare al tipico raduno, al Planet China, tra amici di famiglia, dove ha intenzione di farla accasare al figlio di un amico. Là conosce Vivian, la figlia di una delle madri cinesi che ha recentemente divorziato, ed è subito attratta da lei. Si incontrano all'ospedale dove lavora Wil, e scoprono che il padre di Vivian è il capo di Wil. Vivian e suo padre hanno una relazione tesa, dal momento che lei sta seguendo il suo amore per la danza moderna invece del, più rispettabile, balletto.
Wil torna a casa per scoprire che sua madre è stata cacciata di casa dal nonno per essere rimasta incinta fuori dal matrimonio, portando vergogna alla famiglia. Wil chiede l'identità del padre, ma Gao si rifiuta di rispondere. Da quel momento, la madre si trasferisce dalla figlia.
Vivian invita Wil ad uno dei suoi spettacoli di danza e, alla fine dell'esibizione, escono insieme. Vivian le rivela che si erano già incontrate una volta quando erano bambine: Vivian la baciò sul naso dopo che la salvò dai bulli, ma Wil scappò via subito dopo. Dopodiché le ragazze vanno nell'appartamento di Vivian, dove si baciano e fanno l'amore. 
La coppia esce insieme diverse volte, ma Wil ha paura di baciare Vivian in pubblico.
Istituita da Wil, Gao esce con diversi uomini, per trovarne uno che faccia da padre a suo figlio, ma non riesce a trovare nessuno di interessante. Poi comincia a riflettere sul fatto se accettare o meno le attenzioni di Cho, un uomo che l'ha amata per 15 anni ed è disposto ad essere il padre di suo figlio. 
Su richiesta di Vivian, Wil la presenta a sua madre come amica, in modo da potersi incontrare liberamente, e le tre condividono una cena imbarazzante. Più tardi viene rivelato che sua madre è a conoscenza della sua omosessualità, ma continua a rinnegarla.
Vivian rivela a Wil che è stata accettata in un prestigioso programma di danza a Parigi e sta valutando l'offerta, la ragazza si congratula con lei e le dà il suo incoraggiamento per accettarla. Mentre Vivian continua a rifletterci, suo padre parla con Wil e le chiede di convincerla ad accettare l'offerta. Quindi Wil la lascia, sapendo che accettare questa opportunità è la cosa migliore per la sua carriera.
Gao accetta la proposta di matrimonio di Cho. 
Al matrimonio, Wil irrompe con una lettera d'amore del padre del bambino, in cui esprime quanto la ama e che vuole sposarla nonostante la loro ampia differenza d'età. Wil indica l'anziano farmacista Yu come il padre, che nega tutto, ma suo figlio, si alza e ammette di essere lui. Wil e sua madre scappano dal matrimonio e salgono su un autobus, ridendo. Dopo aver compreso che l'amore domina sulle aspettative della società, Wil si precipita all'aeroporto per incontrare Vivian, dove si scusa con lei, ma Vivian le chiede di baciarla per dimostrare la sua sincerità. Incapace di mostrare pubblicamente il suo amore per paura del giudizio, Wil viene lasciata all'aeroporto mentre Vivian parte per Parigi.
Tre mesi dopo, Wil va ad un'altra festa al Planet China, mentre Gao e il padre di suo figlio sono ora una coppia. 
Wil vede Vivian, venuta a trovare sua madre, quindi le si avvicina e le chiede di ballare, anche se non c'è musica, e la bacia davanti a tutti. La madre di Gao e quella di Vivian si sorridono a vicenda puntando i pollici in alto, rivelando che hanno pianificato loro la riunione. Alcune persone se ne vanno via, disgustate del loro comportamento, ma le ragazze le ignorano, mentre tutti gli altri si uniscono per ballare.